# Скатинское
Скатинское — село в Камышловском районе Свердловской области, в Зареченском сельском поселении.

## Географическое положение
Село Скатинское расположено в 17 километрах (по автодороге в 20 километрах) к юго-востоку от города Камышлова, на обоих берегах реки Скатинки — правого притока реки Пышмы.

## История
Скатинская волость входила в Камышловский уезд Пермской губернии. Она была образована после присоединения Камышловского уезда к Пермской губернии в 1798 году. Одна из 33 волостей Камышловского уезда. В Скатинскую волость входили 4 общества: Ожгхинское, Николаевское, Чикуновское, Скатинское. Кроме села Скатинского в Скатинское общество входили следующие деревни: Беловодская, Голышкина, а также выселки Малышев, Гурята, Томилята. Кроме деревни Ожгиха в Ожгихинское общество входили следующие деревни: Булдакова, Заозерская, Погорелка, Коровякова. В Николаевское общество входила только Николаевка. А в Чикуновское общество входило только Чикуново. Все сельчане были православные, а главное занятие сельчан в начале XX века было хлебопашество.
Всего в волости проживало 2713 человек. Первым волостным главой был назначен Василий Шелегин, выборным — Семён Фертиков, писарем — Михаил Смирных.

## Школа
В начале XX века при церкви была построена каменная церковно-приходская школа для двух отделений. Школа была устроена старанием земского начальника С. А. Стахевича.

## Храм во имя Илии пророка (храм Святого Николая)
Храм является неотъемлемой частью Скаты. Деревянный храм в 1720 году был освещён во имя св. Николая Чудотворца. В 1815 году вместо ветхой деревянной церкви, был заложен новый, каменный во имя Св. Пророка Илии с приделом на левой стороне трапезы во имя Св. Николая Чудотворца, освящённым уже в 1818 году. Но уже в 1823 храм был разобран, поскольку в потолке были трещины. Постройка закончена в 1847 году. Левый (тёплый) придел переименован в честь Святого Пророка Илии, а холодный храм — в честь Святого Николая Чудотворца. В начале XX века в храме из старинных вещей был только оловянный потир. В состав прихода входили 2 священника, диакон и 2 псаломщика, для их помещения имелись 4 церковных дома.
В 1912 году часть села вместе с храмом попала на фото С. М. Прокудина-Горского. В 1935 году храм был закрыт, а в советское время были снесены колокольня и купола. В настоящее время остались лишь стены и перегородки, нет потолочных перекрытий, храм не восстанавливается. Видны цветные очертания фрески на одной из стен.

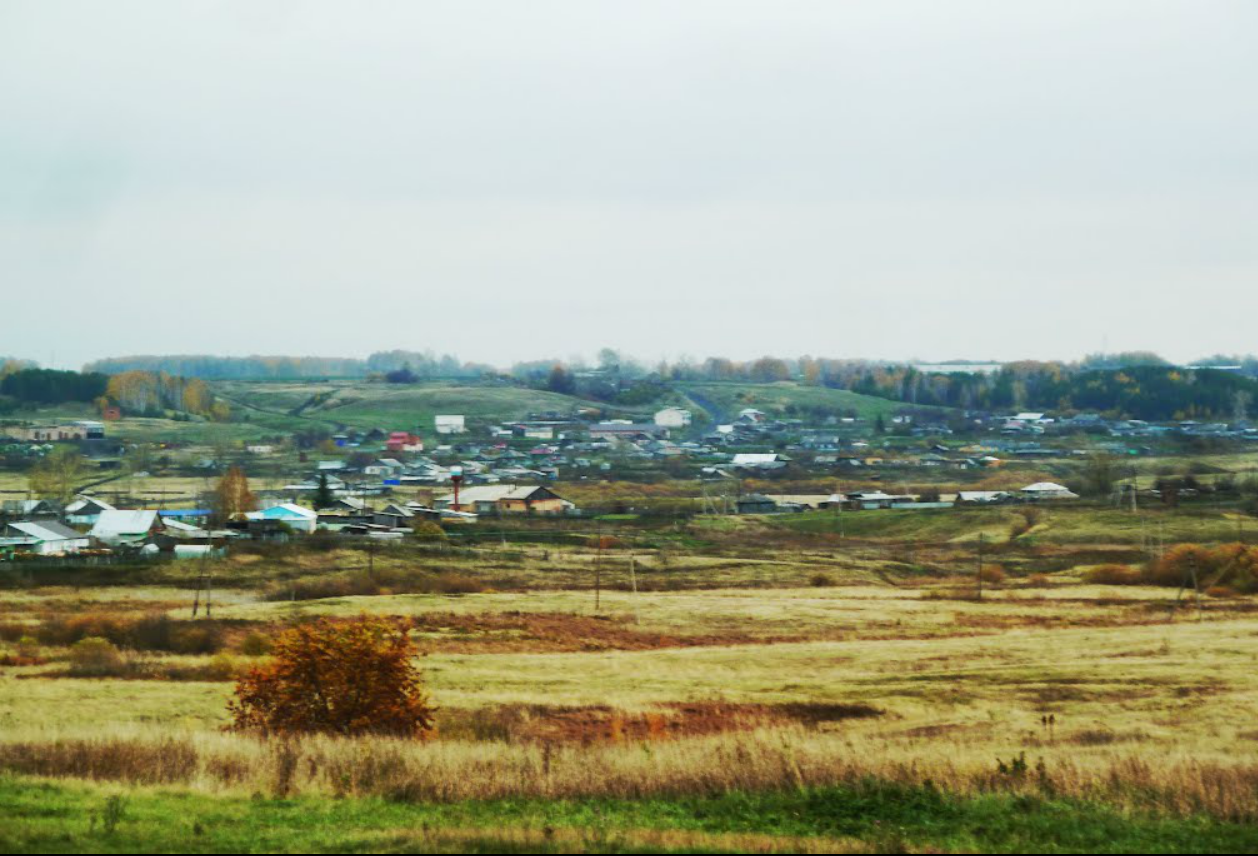
Вид со стороны посёлка Восход
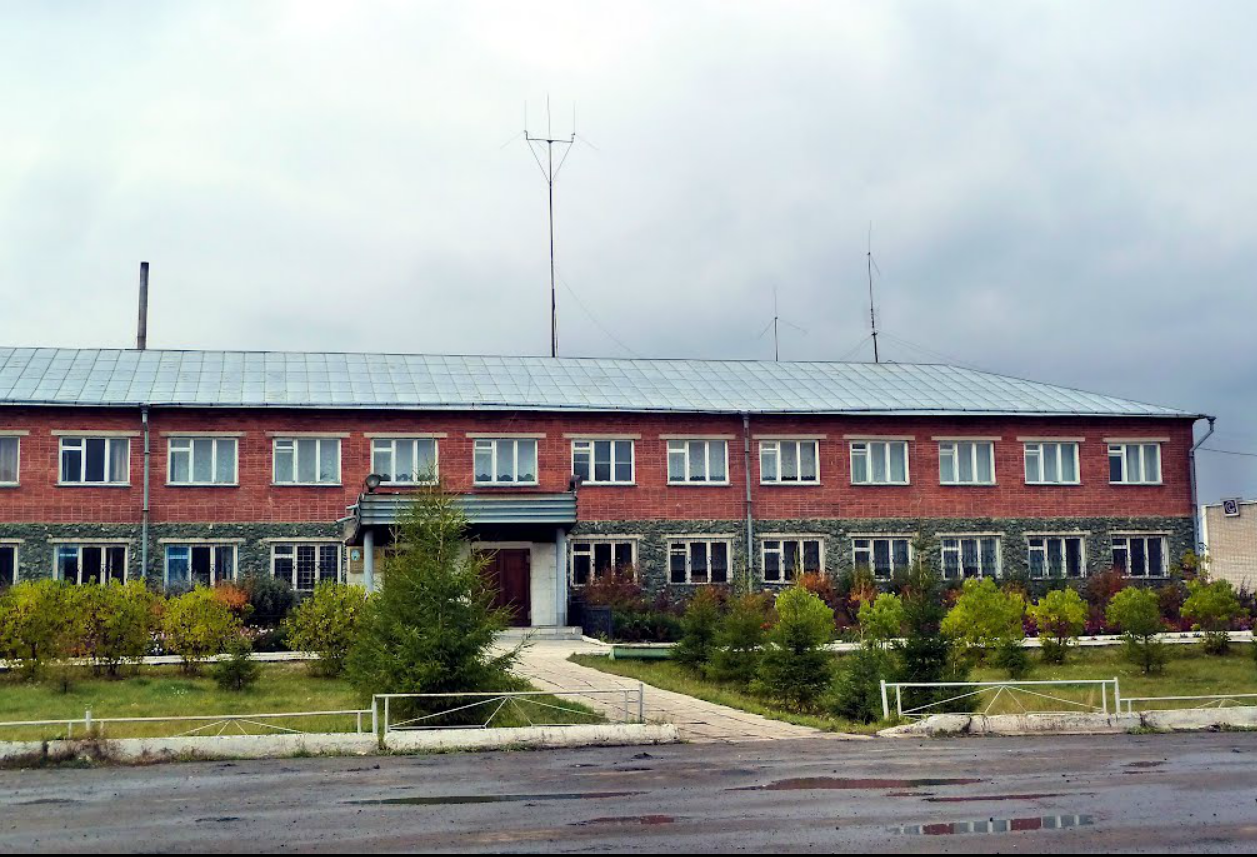
Усадьба Скатинского сельскохозяйственного кооператива
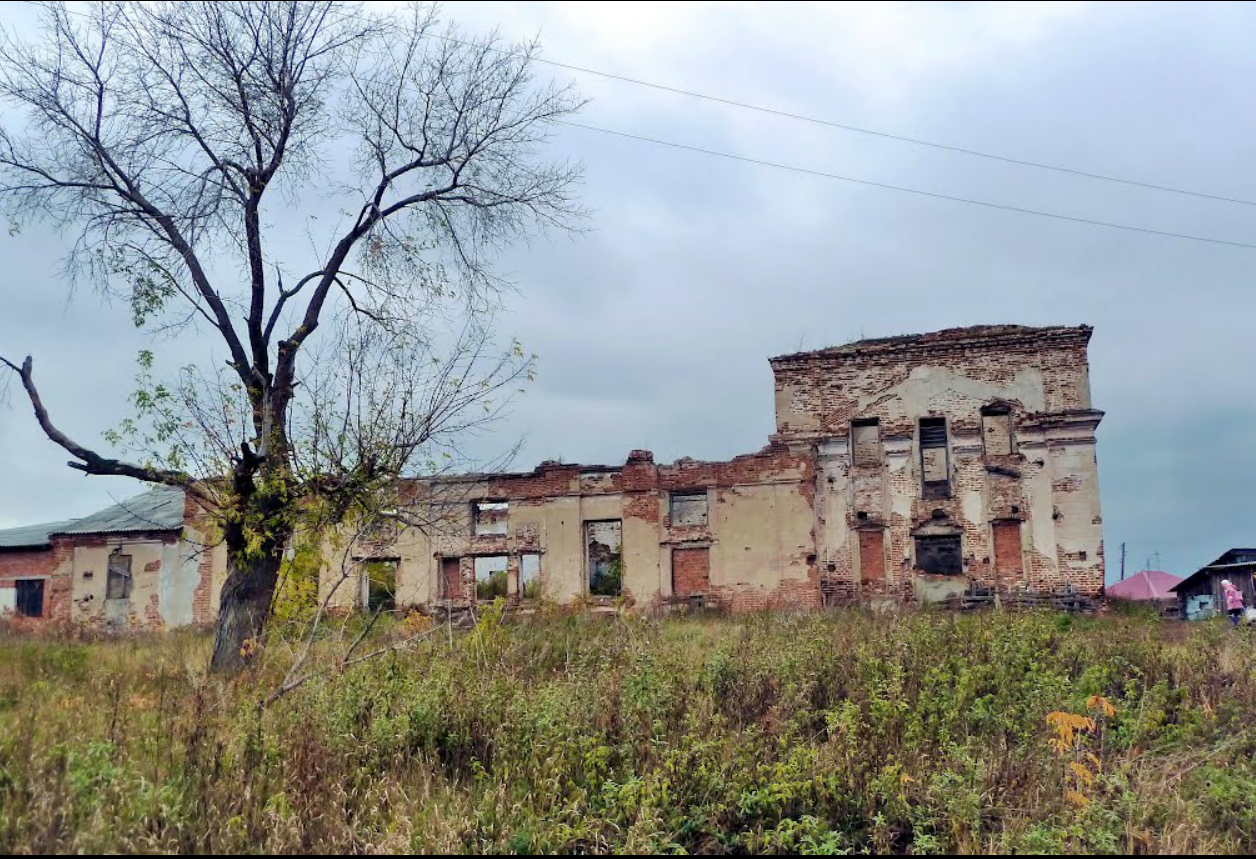
Храм святого Николая (Илии пророка) в 2014 году

## Население
| 2002 | 2010 | 2021 |
| ---- | ---- | ---- |
| 718  | ↗732 | ↘515 |

По данным переписи населения 2010 года, в Скатинском проживали 732 человека. В основном жители села занимаются хлебопашеством.